# Chrysops bicolor
Chrysops bicolor är en tvåvingeart som beskrevs av Cordier 1907. Chrysops bicolor ingår i släktet Chrysops och familjen bromsar.
Artens utbredningsområde är Tanzania. Inga underarter finns listade i Catalogue of Life.